# Терьохін Сергій Анатолійович
Сергі́й Анато́лійович Терьо́хін (нар. 29 вересня 1963, Київ) — український політик. Народний депутат України. Міністр економіки України з 4 лютого до 27 вересня 2005. Співголова Українського інституту відкритого суспільства — Інститут «Борисфен». Голова Спілки платників податків України (з червня 1999). Член партії ВО «Батьківщина».

## Освіта
У 1986 році закінчив факультет міжнародних відносин та міжнародного права Київського університету імені Тараса Шевченка (економіст–міжнародник та референт–перекладач англійської мови).
Проходив навчання у Віденському економічному університеті (1990), Аспен–Інституті (ФРН, 1993, 1994), Агентстві міжнародного розвитку (США, 1994).

## Кар'єра
- 1986–1988 — служба в армії.
- Серпень — грудень 1988 — економіст соціально-економічного відділу Жовтневого райвиконкому міста Києва.
- Грудень 1988 — серпень 1991 — помічник голови правління, голова служби банківського маркетингу Українського республіканського банку Укрзовнішекономбанку.
- Серпень 1991 — червень 1992 — начальник валютно-фінансового відділу Міністерства зовнішніх економічних зв'язків України.
- Червень — листопад 1992 — завідувач відділу валютної і фінансової політики Економічної колегії Державної думи України (департамент фінансової і зовнішньоекономічної політики).
- Грудень 1992 — серпень 1993 — заступник міністра економіки України[3][4], голова департаменту фінансової і зовнішньоекономічної діяльності.
- Серпень 1993 — серпень 1994 — директор Українського фонду підтримки реформ.
- З 1995 — науковий дослідник Гарвардського університету (США).

У 1997 році разом з Віктором Пинзеником був одним із засновників партії «Реформи і порядок». До 2005 року був заступником голови ПРП.
У січні 2011 року вступив до партії ВО «Батьківщина».
Автор понад 400 публікацій, податкового, валютного і страхового законодавства України. За станом на 1 січня 2013 року — найпродуктивніший депутат за кількістю запропонованих ним і ухвалених парламентом законів.
Володіє англійською, французькою та іспанською мовами.
Захоплюється гольфом та малярством.

## Сім'я
- Дружина Світлана Миколаївна (1967) — викладачка української мови та літератури.
- Син Кирило (1988) — банкір.
- Донька Дарина (2003).

## Парламентська діяльність
З 7 серпня 1994 до 12 травня 1998 — народний депутат України 2-го скликання за Комсомольським виборчим округом № 320 Полтавської області, висунутий трудовим колективом. З'явилося 62.67 %, «за» 63.73 %. Член Комітету з питань фінансів і банківської діяльності. Член групи «Реформи».
З 12 травня 1998 до 14 травня 2002 — народний депутат України 3-го скликання за виборчім округом № 214 міста Києва. З'явилося 59.6 %, «за» 20.6 %, 27 суперників. Паралельно балотувався від ПРП, № 5 в списку. Член Комітету з питань фінансів і банківської діяльності, а з лютого 2000 — перший заступник голови Комітету. Був членом групи «Незалежні» та фракції ПРП «Реформи-Конгрес».
З 14 травня 2002 до 8 вересня 2005 — народний депутат України 4-го скликання за виборчім округом № 216 міста Києва, висунутий Виборчим блоком політичних партій Блок Віктора Ющенка «Наша Україна». «За» 27.40 %, 23 суперників. Заступник голови Комітету з питань фінансів і банківської діяльності. Склав депутатські повноваження 8 вересня 2005.
З 25 травня 2006 до 15 червня 2007 — народний депутат України 5-го скликання від «Блоку Юлії Тимошенко», № 16 в списку. Заступник голови Комітету з питань фінансів і банківської діяльності. 15 червня 2007 достроково припинив свої повноваження під час масового складення мандатів депутатами-опозиціонерами задля проведення позачергових виборів до Верховної Ради.
З 23 листопада 2007 до 12 грудня 2012 — народний депутат України 6-го скликання від «Блоку Юлії Тимошенко», № 24 в списку. Голова Комітету з питань податкової та митної політики. Звільнений 23 вересня 2010. Після звільнення обраний першим заступником голови Комітету з питань фінансів, банківської діяльності, податкової та митної політики.
З 12 грудня 2012 до 27 листопада 2014 — народний депутат України 7-го скликання за виборчім округом № 211 міста Києва (Голосіївський район) від ВО «Батьківщина». «За» 30,40 %, 17 суперників. Голова підкомітету з питань оподаткування непрямими податками (крім акцизного податку) Комітету з питань податкової та митної політики.

## Нагороди
- Почесна грамота Верховної Ради України (серпень 2000);
- Почесна грамота Кабінету Міністрів України (липень 2003)[6].